# I WILL (安室奈美惠單曲)
《I WILL》是安室奈美惠以個人單獨名義在2002年2月14日發行的第21張單曲。

## 簡介
- 與前作《Say the word》相隔約半年的新單曲。
- 由安室親自填詞，有獻給粉絲訊息的歌。
- 並未收錄任何原創專輯，而是收錄於精選輯《LOVE ENHANCED ♥ single collection》。

## 收錄曲
（作詞：安室奈美恵 / 作曲・編曲：葉山拓亮）
1. I WILL
2. I WILL in L.A.
3. I WILL with piano
4. I WILL not sing

## 關連DVD
- 『FILMOGRAPHY 2001-2005』（PV集）